# Schirmherr
Als Schirmherr bzw. Schirmherrin oder (in der Schweiz) Patron bzw. Ehrenschutz (Österreich), gelegentlich auch Protektor oder Schirmfrau, wird im heutigen Sprachgebrauch eine (meist prominente) Persönlichkeit oder eine Organisation bezeichnet, die mit ihrem Namen eine Veranstaltung oder eine gemeinnützige Organisation unterstützt.
Der Nutzen besteht gegebenenfalls in einem Image-Gewinn für beide Seiten. Manche Schirmherren unterstützen aber auch mit aktiver Werbung und setzen ihre guten Kontakte dafür ein, weitere Unterstützer zu gewinnen. Eine Schirmherrschaft ist jedoch in der Regel – anders als die Werbung oder auch das Sponsoring – nicht mit Geldflüssen verbunden.
Eine Schirmherrschaft durch ein Staatsoberhaupt hebt die Bedeutung der Veranstaltung bzw. der Organisation in besonderem Maße hervor. Der deutsche Bundespräsident übernimmt Schirmherrschaften nur als alleiniger Schirmherr, es sei denn, es besteht eine Doppelschirmherrschaft mit einem ausländischen Staatsoberhaupt. Eine Schirmherrschaft eines Bundespräsidenten ist für seinen Nachfolger nicht bindend.
In Österreich übernimmt der Bundespräsident traditionell den
Ehrenschutz für das Konzert zum Nationalfeiertag.

## Geschichte
Nach dem Wörterbuch der Brüder Grimm, welches das Wort synonym zu Patronus gebraucht, ist ein Schirmherr eine Person, die „den schutz über eine stadt, land, und dergleichen oder über eine person ausübt“.
Im Mittelalter war ein Schirmherr ein Adeliger, der unter Bezahlung des Schirmgeldes einer sozialen, religiösen oder wirtschaftlichen Gruppe militärischen Schutz gewährte. Beispielsweise konnte dies ein Kloster sein, dessen Wehrfähigkeit beschränkt war, aber auch eine Zunft oder die jüdische Gemeinschaft (siehe Schutzjude) eines bestimmten Gebietes.
Dieser Schutz wurde aber nicht immer wirklich geleistet, bzw. konnte die Form von reinen Schutzgeldzahlungen annehmen.